# Erich und Erna Kronauer-Stiftung
Die Erich und Erna Kronauer-Stiftung war von 1999 bis 2022 eine unselbstständige Stiftung mit Sitz in Schweinfurt. Ab 2010 wurde der Stiftung ein Nahverhältnis zur Neuen Rechten vorgeworfen, die Verleihung des Historikerpreises an den mit geschichtsrevisionistischen Thesen hervortretenden Stefan Scheil (2014) führte zu einer öffentlichen Kontroverse. Seit 2022 firmiert die Erich und Erna Kornauer-Stiftung als Treuhandstiftung unter dem Dach der Deutschen Stiftung Denkmalschutz. Als Stiftungszweck wird nunmehr angegeben die „Restaurierung, Erhaltung und Pflege der nach den Denkmalschutzgesetzen der Länder anerkannten Denkmale Deutschlands. Besonderer Fokus liegt auf den Räumen Schweinfurt (Bayern) und Heidelberg/Sinsheim/Wiesloch (Baden-Württemberg) sowie öffentlichen Gebäuden und Kirchen.“
Sie wurde 1999 von Erich Kronauer und seiner 2011 verstorbenen Frau Erna Kronauer gegründet. Sie wurde vom Bankdirektor i. R. Hans-Jürgen Ditges in Treuhandschaft verwaltet. Die Stiftung verlieh bis 2019 im Alten Rathaus der Stadt Schweinfurt einen Wissenschaftspreis für Historiker und war zu seinen Lebzeiten eng verbunden mit dem Historiker Ernst Nolte (1923–2016).

## Stiftungszweck
Die Erich und Erna Kronauer-Stiftung diente nach eigenen Angaben der „Förderung von wissenschaftlichen Arbeiten von Historikern oder Politologen bzw. Soziologen zum inneren und äußeren Verhältnis der beiden großen Totalitarismen des 20. Jahrhunderts und zur Ideologiegeschichte Deutschlands und Europas seit der Industriellen Revolution“. Sie „will vor allem Arbeiten auf dem Gebiet der Neueren Geschichte unterstützen, die nicht nur dem häufig bequemeren Mainstream oder der Political Correctness folgen“.

### Historikerpreis

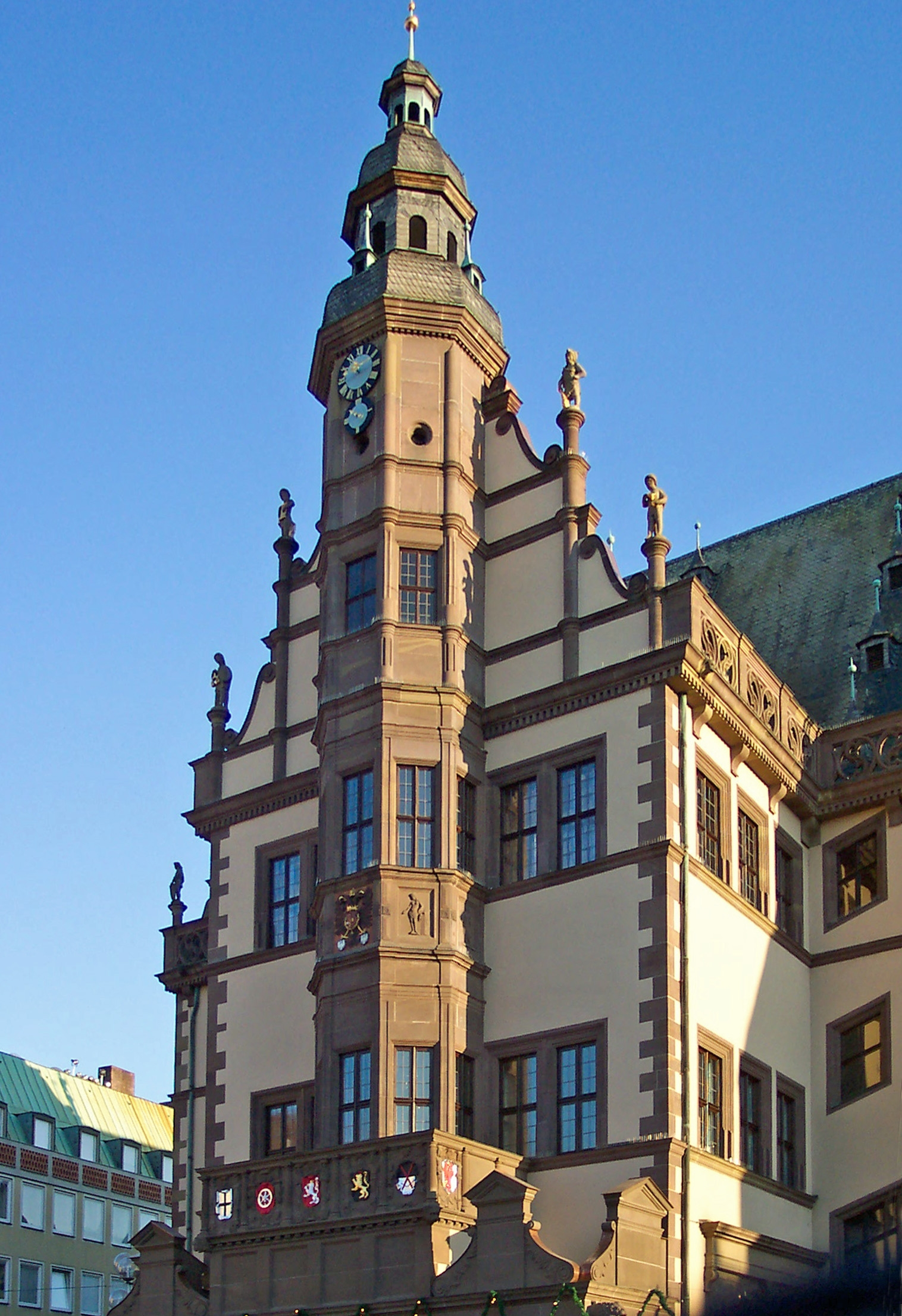
Altes Rathaus der Stadt Schweinfurt, Ort der Preisverleihung

In der Regel vergab die Stiftung alle zwei Jahre einen mit 10.000 Euro (ursprünglich 20.000 DM) dotierten Hauptpreis für wissenschaftliche Arbeiten und Förderstipendien für studentische Nachwuchswissenschaftler. Eine Preisvergabe nach 2019 lässt sich nicht nachweisen. Er ging an folgende Personen:
- 2000: Volker Kronenberg[5]
- 2001: Bogdan Musiał[6]
- 2003: Friedrich Pohlmann[7]
- 2006: Hans-Christof Kraus[8]
- 2008: Donal O’Sullivan[9]
- 2010: Jörg Friedrich[10]
- 2012: Ernst Nolte[11]
- 2014: Stefan Scheil[12]
- 2016: Sean McMeekin[13]
- 2019: Jürgen Schneider[14]

### Förderpreise
Die Fördergelder gingen überwiegend an Doktoranden der Lehrstühle von Eckhard Jesse (TU Chemnitz) und Manfred Funke (Universität Bonn). Im Jahre 2013 war die Ablehnung der Promotion von Sebastian Maaß, nach eigenen Angaben von 2010 bis 2011 Stipendiat der Kronauer-Stiftung, ein Wissenschaftsskandal. Im Zuge der Nachprüfung der Arbeit attestierte selbst Jesse dem Autor rechtsextreme Apologetik und Unwissenschaftlichkeit.

## Geschichte

### Allgemein
Im Dezember 1999 wurde die Erich und Erna Kronauer-Stiftung durch Erich und seine mittlerweile verstorbene Frau Erna Kronauer im unterfränkischen Schweinfurt gegründet. Der Stifter Erich Kronauer (* 1930) ist ehemaliger langjähriger Manager beim Schweinfurter Automobilzulieferer Fichtel & Sachs, dort im Bereich Zweirad, der 1997 verkauft wurde. Kronauer gilt als Freund des Historikers Ernst Nolte, der den Historikerstreit auslöste. Dessen historische Arbeiten gaben den Anlass für die Stiftungsgründung.
Die Preisverleihung findet im Alten Rathaus von Schweinfurt statt. Das Grußwort wurde bis 2010 von Oberbürgermeisterin Gudrun Grieser (CSU) gehalten, danach von ihrem Nachfolger Sebastian Remelé (CSU).

### Historikerpreis (2000–2012)
Der 2000 ausgelobte Historikerpreis ging erstmals an den Bonner Politikwissenschaftler Volker Kronenberg. Dieser wurde für seine Dissertation Ernst Nolte und das totalitäre Zeitalter – Versuch einer Verständigung, die von  Hans-Adolf Jacobsen und Klaus Hildebrand vom Institut für Politische Wissenschaft und Soziologie in Bonn betreut wurde, ausgezeichnet. Der Politikwissenschaftler und Zeithistoriker Manfred Funke hielt die Laudatio. In der Begründung der Stiftung hieß es: „Das Buch ist ein überzeugendes Plädoyer für eine freimütige Erörterung offener historischer Fragen und gegen Meinungsdiktatur in der Wissenschaft.“
2001 erhielt der polnische Historiker Bogdan Musiał vom Deutschen Historischen Institut Warschau für das kontrovers diskutierte Buch Konterrevolutionäre Elemente sind zu erschießen – Die Brutalisierung des deutsch-sowjetischen Kriegs im Sommer 1941 den Historikerpreis. Hans-Adolf Jacobsen, der Mitglied der Stiftung für deutsch-polnische Zusammenarbeit ist, hielt die auch Kritik übende Laudatio.
Der Historikerpreis von 2003 ging an Friedrich Pohlmann vom Institut für Soziologie der Universität Freiburg im Breisgau für das Buch Ideologie und Terror im Nationalsozialismus, das das Verhältnis zwischen faschistischem und kommunistischem Totalitarismus untersucht. Laut der Festrednerin Brigitte Seebacher-Brandt folge er argumentativ seinem Vorbild Ernst Nolte.
Hans-Christof Kraus, Ludwig-Maximilians-Universität München, war Preisträger im Jahr 2006. Er wurde für seine Arbeiten zum Konservatismus geehrt. Laudator war der Nolte-Schüler Horst Möller, Direktor des Instituts für Zeitgeschichte München.
Mit Donal O’Sullivan ging der Preis 2008 an einen in den USA lehrenden deutsch-irischen Historiker, der für Stalins Cordon Sanitaire geehrt wurde. Arnulf Baring bekannte sich in seiner Festrede mit den Worten „bedeutendste[r] Kollege[], der auf klägliche Weise um die öffentliche Anerkennung gebracht worden ist“, zu Ernst Nolte. Der Oberbürgermeister nannte den Preis als „national wahrgenommen“.
2010 erhielt der Publizist Jörg Friedrich für Der Brand. Deutschland im Bombenkrieg 1940–1945 den Preis. Sein Buch wurde kontrovers diskutiert, da er die späten Bombenangriffe auf Deutschland kritisierte. Der FAZ-Redakteur Lorenz Jäger hielt die Laudatio.
Ernst Nolte wurde schließlich 2012 für sein „umfangreiches wissenschaftliches und geschichtsphilosophisches Gesamtwerk“ ausgezeichnet. Zunächst war Arnulf Baring als Festredner angekündigt worden; es sprach schließlich stattdessen der Literaturwissenschaftler Günter Scholdt.

### Kontroverse (2014)
Die Bekanntgabe der Verleihung des Historikerpreises 2014 an den Historiker Stefan Scheil (in Abwesenheit verlesene Laudatio von Ernst Nolte) löste eine Kontroverse in der Schweinfurter Lokalpolitik, unter Bürgern und in den Medien aus. Vertreter der SPD, der Gewerkschaften und anderen Organisationen organisierten unter dem Titel „Schweinfurt gegen Geschichtsverfälschung – kein Preis für Ewiggestrige“ eine Gegenveranstaltung. Der Historiker Wolfgang Benz, emeritierter Professor und ehemaliger Leiter des Zentrums für Antisemitismusforschung (ZfA) an der Technischen Universität Berlin, warf auf dieser Veranstaltung der Stiftung einen „zweifelhaften Zweck“ vor und attestierte ihr eine Nähe zur Neuen Rechten.
Die Schweinfurter SPD war für ihr Engagement vom SPD-Bundesvorstand für den SPD-nahen Wilhelm-Dröscher-Preis nominiert. Auf dem Bundesparteitag im Dezember 2015 in Berlin veranstaltete der Kreisverband die Podiumsdiskussion „Von der Geschichtsverfälschung zum Rechtsextremismus“, an der Wolfgang Benz, die Bundestagsabgeordnete Susann Rüthrich, Sprecherin der Arbeitsgruppe „Strategien gegen Rechtsextremismus“, und die Landtagsabgeordnete Kathi Petersen teilnahmen.

## Wissenschaftlich-publizistische Kritik an der Stiftung
Bereits 2010 veröffentlichte Friedrich Klein in der Zeitschrift Tribüne. Zeitschrift zum Verständnis des Judentums einen kritischen Artikel über die Stiftung. Er attestierte ihr, dem Stifter und einigen Preisträgern eine Nähe zur Neuen Rechten.
In der Oktoberausgabe 2014 der geschichtswissenschaftlichen Fachzeitschrift Zeitschrift für Geschichtswissenschaft (ZfG) kritisierte Wolfgang Benz, der Stiftungszweck sei problematisch, weil er zum einen die „objektive, ideologiefreie Darstellung der Geschichte“ dem angeblich „bequeme[n] Mainstream“ der etablierten Geschichtswissenschaft entgegenstelle und damit nahelege, diese strebe keine objektive Darstellung an. Zum anderen, weil die Stiftung ausgerechnet einem Historiker wie Scheil, dessen Schriften auf „die Relativierung des deutschen Anteils an der Schuld“  für den Zweiten Weltkrieg zielten, diese Objektivität attestiert. Zudem renne die Stiftung mit ihrem Kampf gegen „Political Correctness“ offene Türen bei der politischen Rechten ein. Dass mit Ernst Nolte 2012 ein amtierendes Kuratoriumsmitglied den Stiftungspreis erhielt, sei ebenfalls bemerkenswert.
Die Verleihung des Preises an Scheil war ebenfalls Anlass für eine Erklärung von Alexander Schmidt, wissenschaftlicher Mitarbeiter des Dokumentationszentrums Reichsparteitagsgelände in Nürnberg. Er habe, so das Schweinfurter Tagblatt, die Preisverleihung zunächst als ein peinliches Missgeschick gesehen. Tatsächlich gehöre dies aber offensichtlich zum Konzept, da sich „Stiftung und Stifter […] nah am politischen Rechtsextremismus“ bewegen würden.